# トーマス・ホワイト
トーマス・マイケル・ホワイト（Thomas Michael White, 2004年9月29日 - ）は、アメリカ合衆国マサチューセッツ州エセックス郡ロウリー出身のプロ野球選手（投手）。左投左打。MLBのマイアミ・マーリンズ傘下所属。

## 経歴
2023年のMLBドラフト戦力均衡ラウンドA（全体35位）でマイアミ・マーリンズから指名され、予定していたヴァンダービルト大学への進学を取りやめプロ入り。契約金は410万ドル。